# باول لاندري
باول لاندري هو مستكشف كندي، ولد في 6 سبتمبر 1955.